# Bringolo
Bringolo (bretonisch Brengoloù) ist eine französische Gemeinde mit 510 Einwohnern (Stand: 1. Januar 2022) im Département Côtes-d’Armor in der Region Bretagne. Sie gehört zum Arrondissement Guingamp und zum Kanton Plélo. Die Einwohner werden Bringolois(es) genannt.

## Geographie
Bringolo liegt etwa 18 Kilometer nordwestlich von Saint-Brieuc im Norden des Départements Côtes-d’Armor. Das Gemeindegebiet wird vom Fluss Goazel durchquert, im Osten verläuft der Leff und sein Zufluss Dourmeur.

## Bevölkerungsentwicklung
| Jahr                       | 1793 | 1800 | 1806 | 1821 | 1841 | 1851 | 1962 | 1968 | 1975 | 1982 | 1990 | 1999 | 2006 | 2012 |
| Einwohner                  | 700  | 645  | 1226 | 752  | 893  | 897  | 475  | 397  | 348  | 329  | 301  | 304  | 352  | 432  |
| Quellen: Cassini und INSEE |      |      |      |      |      |      |      |      |      |      |      |      |      |      |

## Sehenswürdigkeiten
Siehe auch: Liste der Monuments historiques in Bringolo
- Schloss Château de Grand’Ville aus dem 17. Jahrhundert (mit Taubenturm); seit 1987/2012 ein Monument historique[1]
- Dorfkirche Notre Dame aus dem 15./16. Jahrhundert, Umbau 1889/1890; seit 1927 ein Monument historique[2]
- Kapelle Saint-Mélar (15.–17. Jahrhundert)
- zwei Kreuze in Marion (16./17. Jahrhundert) und Saint-Mélar (17. Jahrhundert)
- zwei Dorfbrunnen in Kerdaniel und Kervisio
- Herrenhäuser in Kerdaniel-Taillard und Kervisio
- Denkmal für die Gefallenen[3]

Quelle:

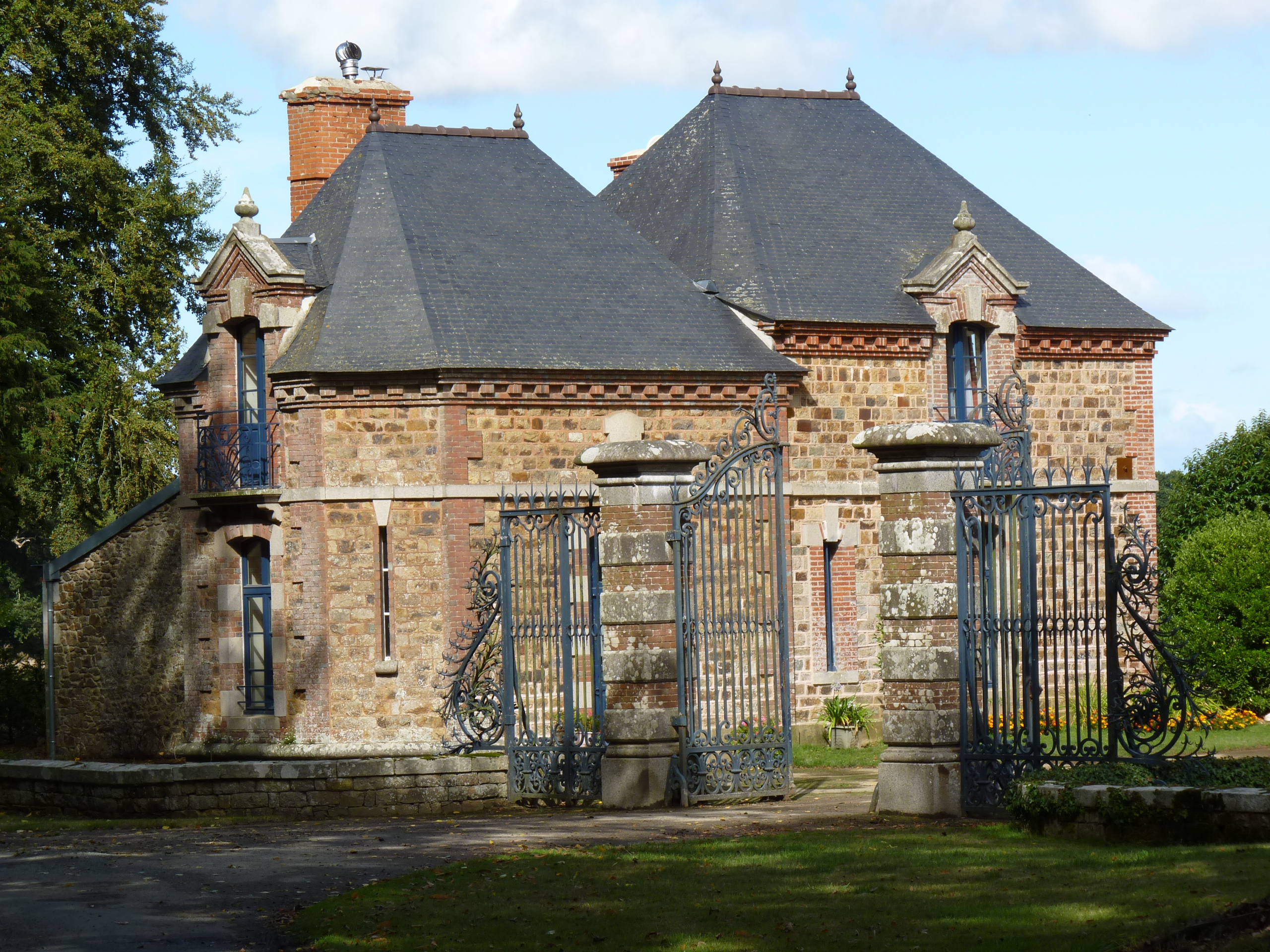
Eingang zum Schloss Château de Grand’Ville
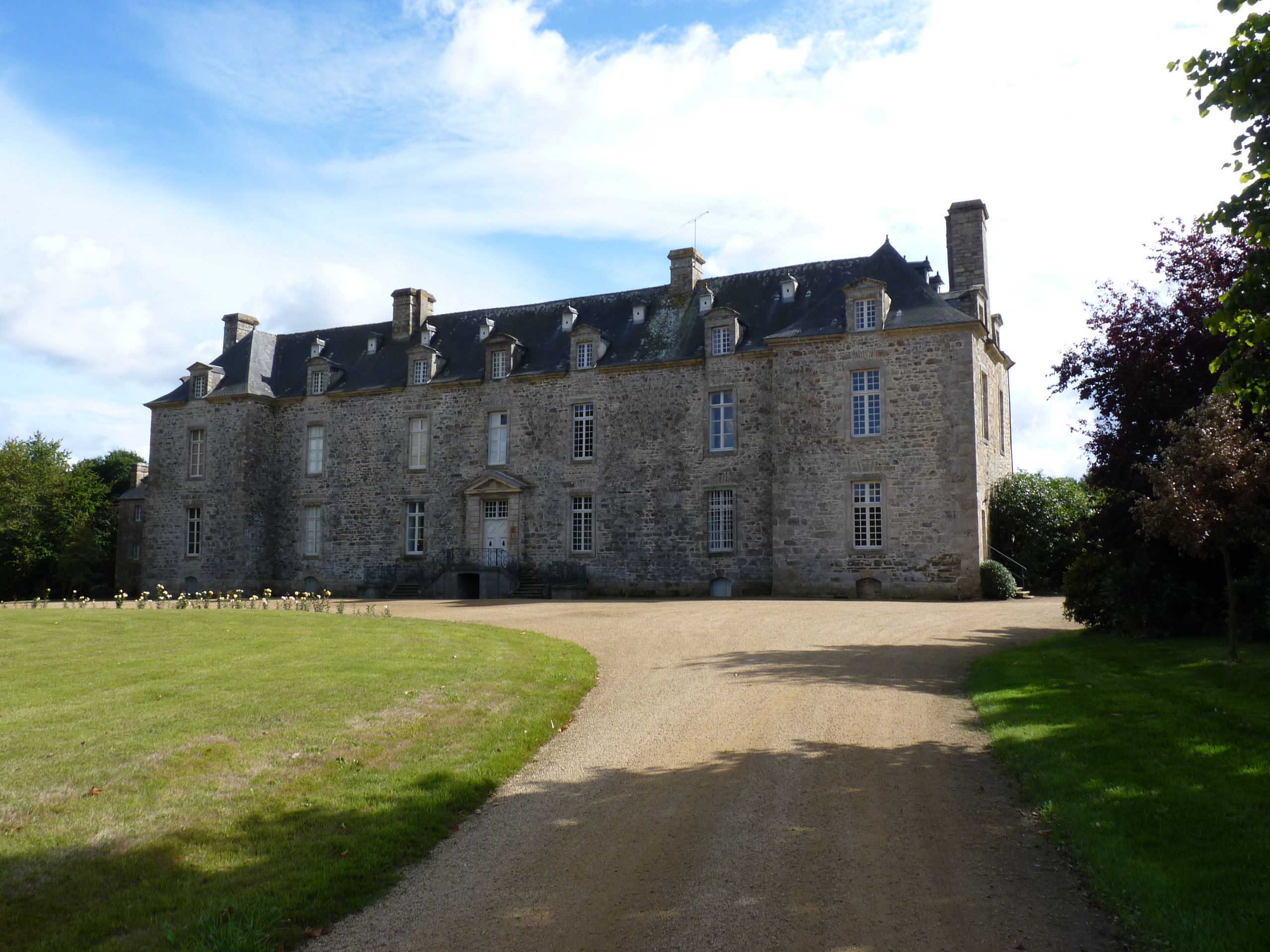
Ansicht Schloss Château de Grand’Ville
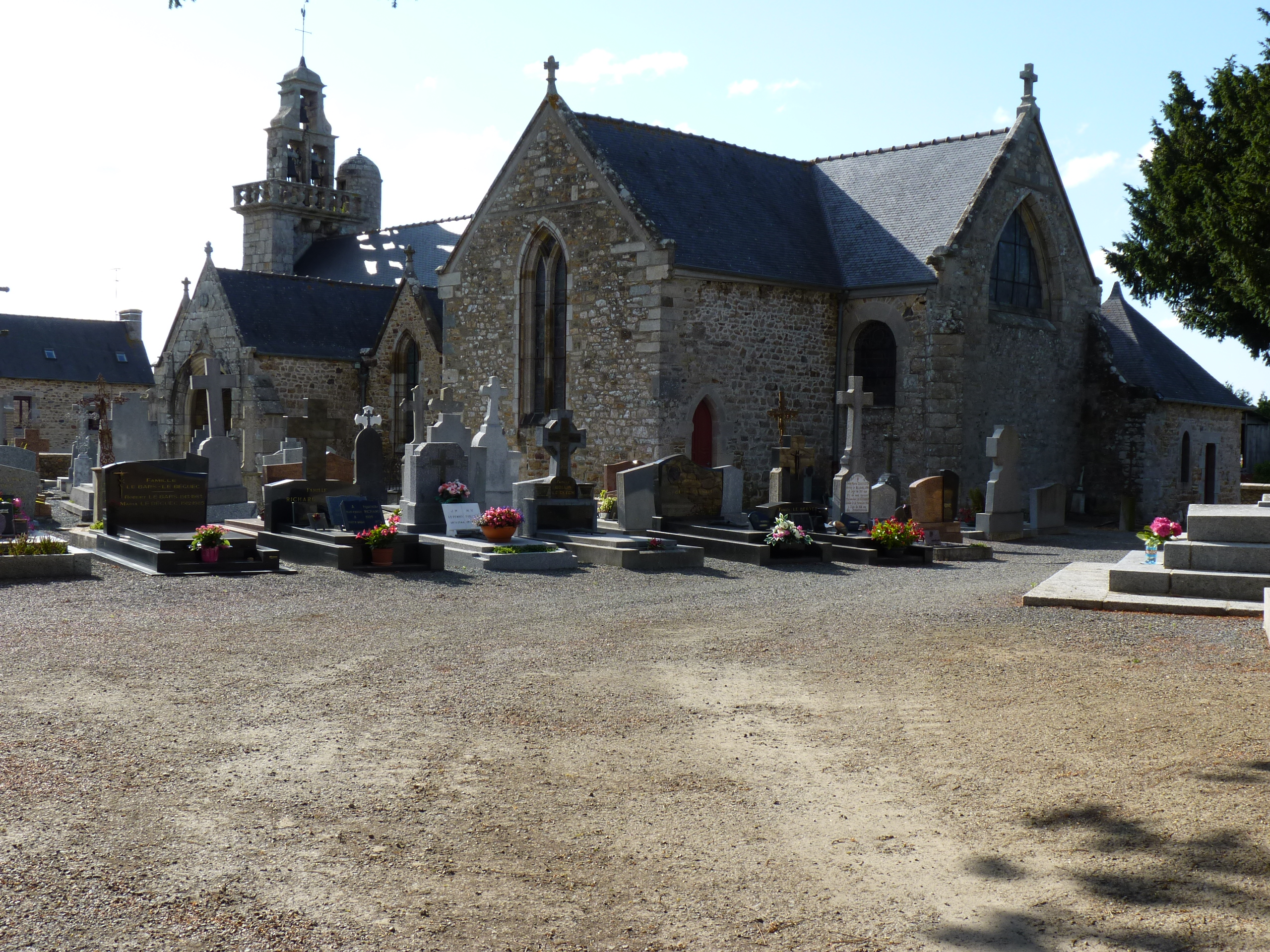
Dorfkirche Notre Dame und Friedhof
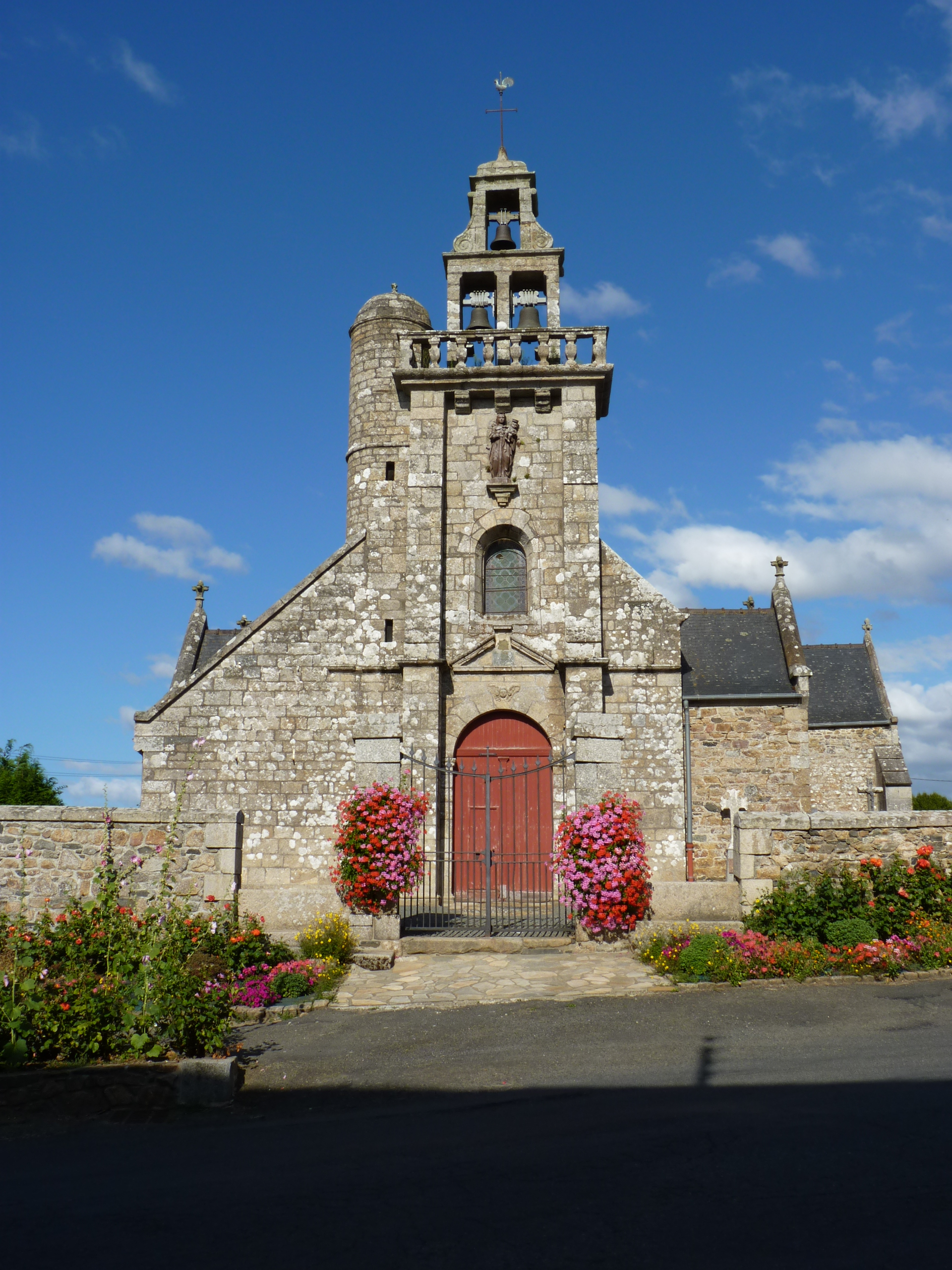
Frontansicht der Dorfkirche